# Provinciehervorming op Sicilië

De XXII provincies van het koninkrijk der Beide Siciliën

De Provinciehervorming in Sicilië vond plaats in het jaar 1817. Het koninkrijk der Beide Siciliën richtte 22 provincies op, vijftien op het vasteland, die tot het koninkrijk Napels behoord hadden, en zeven op het eiland Sicilië, het voormalige koninkrijk Sicilië. 
In 1812 werd ter gelegenheid van de wettelijke voorbereiding van het koninkrijk der Beide Siciliën, Sicilië opgedeeld in 23 districten. De districten waren 23 steden op Sicilië met elk hun hinterland. Eeuwenlang had Sicilië drie provincies gekend, genoemd naar de drie grote valleien. Alfabetisch geordend ging het om Val Demone, Val di Mazara en Val di Noto. Val Demone was de kleinste van de drie. De term ‘vallei’ was goed ingeburgerd om een provincie aan te duiden.
Met de Wet van 1 mei 1817 werden de vijftien provincies van Napels effectief vastgelegd, met hun hoofdplaats, bestuurlijke bevoegdheid, gerechtelijke structuur en militair commando. De provincie Napels, waar de hoofdstad Napels van het koninkrijk lag, had provincienummer I (Romeins cijfer een). Met de Wet van 11 oktober 1817 volgden de zeven Siciliaanse provincies. 
De 23 districten volgens de Grondwet van 1812 werden ingebed in een hoger bestuursniveau: de zeven provincies. Onder de 23 districten ressorteerden hiërarchisch de gemeenten op Sicilië. De wetgever koos voor het verder gebruik van de term ‘valli’ of valleien op provinciaal niveau. Aangezien het aantal provincies van drie naar zeven ging, werd de term valli minori of kleinere valleien gebruikt. Nog een andere term voor de nieuwe provincie was Intendenza, want aan het hoofd van een provincie stond een koninklijke intendant. 

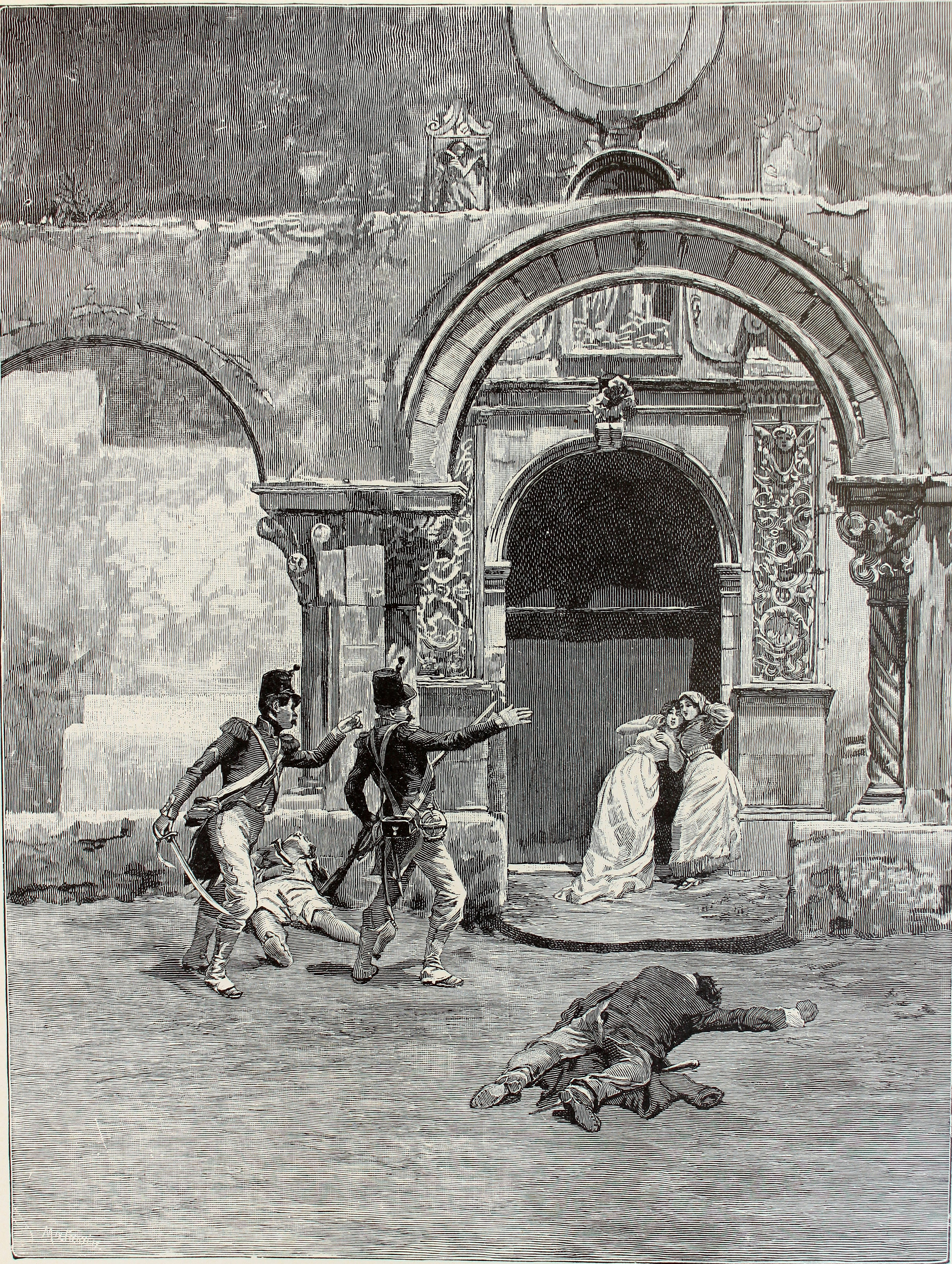
Door de revolte van 1837 verloor Syracuse als bestraffing het statuut van provinciehoofdstad. Noto nam over.

De Siciliaanse provincies werden genummerd van XVI tot XXII; de nummering ging immers verder achter de vijftien nummers der Napolitaanse provincies. Zo was de eerste Siciliaanse provincie, de provincie Palermo, deze met het provincienummer XVI. 
| Provincienummer in Beide Siciliën | Provincie                                                        | Provinciale hoofdplaats       |
| --------------------------------- | ---------------------------------------------------------------- | ----------------------------- |
| XVI                               | Palermo                                                          | Palermo                       |
| XVII                              | Messina                                                          | Messina                       |
| XVIII                             | Catania                                                          | Catania                       |
| XIX                               | Girgenti                                                         | Agrigento                     |
| XX                                | Syracuse (1818-1837 en 1848-1849); Noto (1837-1848 en 1849-1860) | Syracuse respectievelijk Noto |
| XXI                               | Trapani                                                          | Trapani                       |
| XXII                              | Caltanissetta                                                    | Caltanissetta                 |

Een merkwaardige situatie was de provincie n° XX. Provincie XX was van 1818 tot 1837 de provincie Syracuse met hoofdstad Syracuse. Na zware rellen tegen het Bourbonregime (1837) werd Syracuse gestraft en werd Noto de zetel van de provincie; het militair commando van de provincie bleef evenwel in Syracuse. Met de Revolutie van 1848 werd Syracuse de provinciehoofdstad van het opstandige koninkrijk Sicilië (1848-1849), tot het Bourbonregime de opstand er kon neerslaan (1849). Noto nam opnieuw over als provinciehoofdstad van XX (1849-1860). 
Met de val van het Huis Bourbon in Sicilië door Garibaldi (1860) verdwenen de provinciale structuren evenwel niet. Zij gingen over in het eengemaakte koninkrijk Italië onder bestuur van het Huis Savoye. In 1865 mocht Syracuse opnieuw provinciehoofdstad zijn bij koninklijk decreet van koning Vittorio Emanuele II in Turijn. In 2016 schafte de republiek Italië de Siciliaanse provincies af, zoals elders in Italië, en verving ze door metropolitane steden.